# Don’t Go Too Fast
Don’t Go Too Fast ist ein Lied, das durch die estnische Pop-Rock-Girlgroup Vanilla Ninja bekannt wurde. Es handelt sich zudem um die dritte Single der Band.

## Veröffentlichung
Don’t Go Too Fast ist nicht nur auf dem Studioalbum Traces of Sadness zu hören, sondern auch auf der Limited-Edition und dem Best Of-Album von Vanilla Ninja. Des Weiteren ist der Song ein Teil der 2005 veröffentlichten Single Collection. Die Single wurde am 22. März 2004 in Deutschland, Estland, Österreich und in der Schweiz veröffentlicht. Sie traten mit dem Titel bei Top of the Pops auf. Sie sangen live. Vanilla Ninja sangen ohne Maarja Kivi. Kuurmaa übernahm ihre Parts während des Auftrittes. Auch bei der Bravo Super Show sangen sie den Song. Hier war Kivi für den Leadgesang wieder verantwortlich; allerdings kamen bei diesem Auftritt die Stimmen vom Band. Am 1. April 2004 traten sie bei Big Brother auf.

## Inhalt
Der Song wird wie der Vorgänger Tough Enough von Maarja Kivi und Lenna Kuurmaa gesungen. Piret Järvis und Katrin Siska beteiligen sich nur am Refrain. Die Regie des Videos leiteten Mathias Vielsäcker und Christoph Mangler, die auch schon Tough Enough gedreht hatten. Es wurde in einem Berliner Gefängnis gedreht.

## Produktion
Produziert wurde das Lied von David Brandes und Jane Tempest. Veröffentlicht wurde Don’t Go Too Fast über Brandes’ eigenes Independent-Label Bros Music mit Sitz in Weil am Rhein, wo sich auch sein Tonstudio befindet.
Brandes komponierte den Track, der in der Schweiz keinen Charteinstieg vorweisen konnte. Den Text von Don’t Go Too Fast verfasste Bernd Meinunger, der auch unter dem Pseudonym „John O’Flynn“ bekannt ist. Als Co-Produzent fungierte Domenico Labarile. Gemischt wurde der Titel von Udo Arndt.

## Chartplatzierungen
| ChartsChartplatzierungen | Höchstplatzierung | Wochen |
| ------------------------ | ----------------- | ------ |
| Deutschland (GfK)        | 23 (10 Wo.)       | 10     |
| Österreich (Ö3)          | 21 (13 Wo.)       | 13     |